# Гікорі (Пенсільванія)
Гікорі (англ. Hickory) — переписна місцевість (CDP) в США, в окрузі Вашингтон штату Пенсільванія. Населення — 664 особи (2020).

## Географія
Гікорі розташоване за координатами 40°17′45″ пн. ш. 80°18′18″ зх. д. / 40.29583° пн. ш. 80.30500° зх. д. (40.295719, -80.305135).  За даними Бюро перепису населення США в 2010 році переписна місцевість мала площу 7,37 км², уся площа — суходіл.

## Демографія
Згідно з переписом 2010 року, у переписній місцевості мешкало 740 осіб у 303 домогосподарствах у складі 223 родин. Густота населення становила 100 осіб/км².  Було 324 помешкання (44/км²).
Расовий склад населення:
| - 98,5 % — білих - 0,1 % — азіатів |

До двох чи більше рас належало 1,2 %. Частка іспаномовних становила 0,1 % від усіх жителів.
За віковим діапазоном населення розподілялося таким чином: 19,2 % — особи молодші 18 років, 61,2 % — особи у віці 18—64 років, 19,6 % — особи у віці 65 років та старші. Медіана віку мешканця становила 45,5 року. На 100 осіб жіночої статі у переписній місцевості припадало 102,7 чоловіків;  на 100 жінок у віці від 18 років та старших — 102,0 чоловіків також старших 18 років.
Середній дохід на одне домашнє господарство  становив 80 156 доларів США (медіана — 76 042), а середній дохід на одну сім'ю — 79 786 доларів (медіана — 78 278). За межею бідності перебувало 1,3 % осіб, у тому числі 0,0 % дітей у віці до 18 років та 10,0 % осіб у віці 65 років та старших.
Цивільне працевлаштоване населення становило 428 осіб. Основні галузі зайнятості: освіта, охорона здоров'я та соціальна допомога — 25,7 %, науковці, спеціалісти, менеджери — 14,0 %, мистецтво, розваги та відпочинок — 12,9 %, виробництво — 12,4 %.